# Willem van Oranje (beeld)
Willem van Oranje is een ruiterbeeld in reliëf in Amsterdam-Zuid.
Het kunstwerk uit 1934/1935 van Johan Polet is te zien op de zijgevel van Hervormd Lyceum Zuid op de hoek Brahmsstraat, Schubertstraat. Het beeld van Oberkirchner zandsteen was een geschenk van de gemeente Amsterdam aan de school. Het werd in juli 1935 onthuld. De school moest het derhalve een jaar zonder de gevelsteen doen.
De gevelsteen begint aan de bovenzijde met het geboortejaar (1533) en jaar van overlijden (1584) van Willem van Oranje. Vervolgens is Willem van Oranje te paard afgebeeld, waarbij het paard in de levadehouding staat (beide voorpoten van de grond). Onder de afbeelding staat in de lijst 
Willem van Oranje
Stantvastigh is ghebleven
mijn hert in teghenspoed.
De tekst is afkomstig uit de dertiende strofe van het Wilhelmus. 